# Welsdorf
Welsdorf (en luxembourgeois : Welsdref ) est un lieu-dit de la commune luxembourgeoise de Colmar-Berg située dans le canton de Mersch.